# Анкілозавр
Анкілозавр (Ankylosaurus) — рід панцирних динозаврів. Його скам'янілості були знайдені в геологічних формаціях, що датуються самим кінцем крейдяного періоду, приблизно 68—66 млн років тому, на заході Північної Америки, що робить його одним з останніх непташиних динозаврів. Названий Барнумом Брауном у 1908 році. Монотипний, містить лише один вид — A. magniventris. Родова назва означає «зрощений» або «зігнутий ящір», а видова — «велике черево». На сьогодні було розкопано кілька екземплярів, але повний скелет досі не був знайдений. Хоча інші представники роду Ankylosauria представлені більш обширними скам'янілостями, анкілозавра часто вважають архетиповим представником своєї групи, попри деякі його незвичайні риси.
Ймовірно, найбільший з відомих анкілозаврових, за оцінками, анкілозавр досягав від 6 до 8 метрів завдовжки та важив від 4,8 до 8 тонн. Він був чотирилапим, з широким, міцним тілом. Череп анкілозавра був чималий, з двома рогами, направленими назад, і двома рогами під ними, спрямованими назад і донизу. На відміну від інших анкілозаврів, його ніздрі розташовувались по боках морди, а не спереду. Передня частина щелеп була покрита дзьобом, з рядами дрібних листоподібних зубів. Шия і тулуб були вкриті панцирними пластинами — остеодермами, а на кінці хвоста була велика булава. Кістки в черепі та інших частинах тіла були зрощені, що збільшувало їхню міцність, що дало роду його назву.
Анкілозавр належав до родини анкілозаврових (Ankylosauridae), а його найближчими родичами вважаються анодонтозавр та евплоцефал. Вважається, що анкілозавр був повільною твариною, але здатною жваво рухатися, коли це було необхідно. Його широка морда вказує на те, що він був невибагливим їдоком. Його носові пазухи та порожнини черепа, можливо, слугували для збереження тепла і водного балансу, а можливо, відігравали роль у вокалізації. Вважається, що хвостова булава використовувалася для захисту від хижаків або у внутрішньовидовій боротьбі. Зразки анкілозавра були знайдені у численних формаціях, але, схоже, він був рідкісним у своєму середовищі.

## Види та історія відкриття

Розміри найменшого (AMNH 5214) та найбільшого (CMN 8880) відомих зразків у порівнянні з людиною

На даний момент загальновизнаним є один вид, який відповідно є типовим: Ankylosaurus magniventris. Описав його американський палеонтолог Барнум Браун в 1908 по рештках екземпляра AMNH 5895, видобутих у формації Гелл-Крік, поблизу Гілберт-Крік, штат Монтана в 1906 році. Зразок (знайдений колекціонером Петером Кайзеном) складався з верхньої ділянки черепа, двох зубів, частини плечового поясу, шийних, спинних і хвостових хребців, ребер і понад тридцяти остеодерм (броньових пластин). Родова назва означає «вигнутий ящір», а назва виду перекладається з латини як «велике черево» — назва підкреслює ширину анкілозавра.
Насправді ж перші скам'янілості (AMNH 5866), 77 остеодерм, були знайдені в 1900 році Брауном в формації Ланс (Вайомінг) разом з залишками тиранозавра. Він згадував цю знахідку у своєму описі анкілозавра, але спершу вважав, що ці рештки належали тиранозавру. Лише через багато років їх ідентифікували й відокремили від першого.

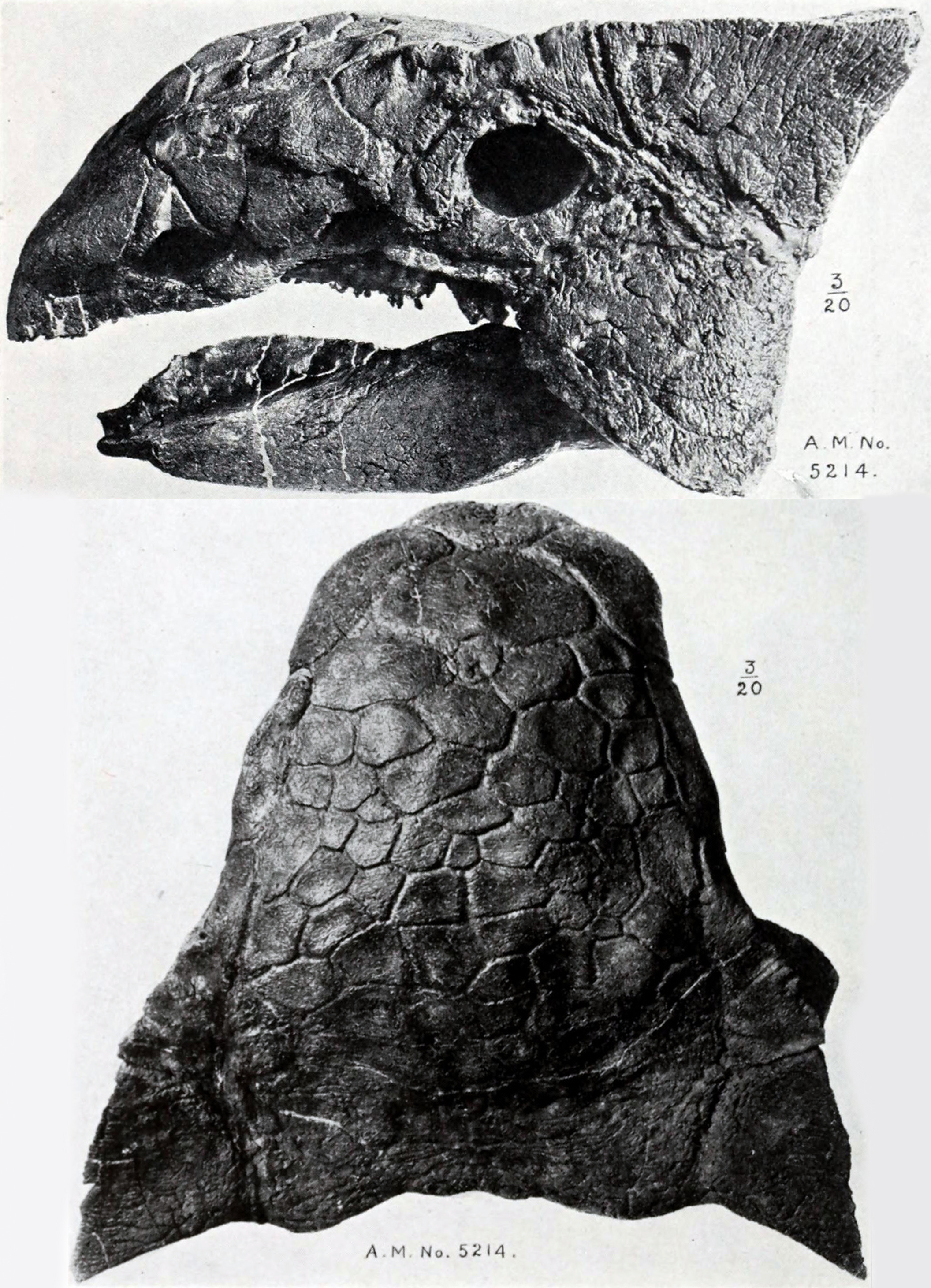
Череп (AMNH 5214) збоку та згори

Наступне важливе відкриття було зроблене Брауном в 1910 під час експедиції в канадську Альберту. У формації Сколлард був знайдений екземпляр AMNH 5214, що містив добре збережений череп, перший залишок хвоста-булави, ребра, хребці, кістки кінцівок та панцир.
У 1947 році американські колекціонери скам'янілостей Чарльз М. Стернберг і Т. Поттер Чамні знайшли череп і нижню щелепу (зразок CMN 8880, раніше NMC 8880) за кілометр на північ від місця, де був знайдений зразок 1910 року. Це найбільший з відомих черепів анкілозавра, але він місцями пошкоджений.

## Опис
Анкілозавр був найбільшим з відомих анкілозаврових. У 2004 році Кеннет Карпентер підрахував, що особина з найбільшим відомим черепом (зразок CMN 8880, довжиною 64,5 см і шириною 74,5 см), мала довжину близько 6,25 м і висоту в стегнах близько 1,7 м. Найменший відомий череп (зразок AMNH 5214) мав довжину 55,5 см і ширину 64,5 см. Карпентер підрахував, що довжина цієї особини становила близько 5,4 м, а висота в стегнах — близько 1,4 м. Американський палеонтолог Роджер Бенсон та його колеги оцінили вагу AMNH 5214 у 4,78 тонни у 2014 році.
У 2017 році, базуючись на порівнянні з повнішими рештками анкілозаврових, Арбур і Маллон оцінили довжину зразка CMN 8880 у 7,56—9,99 м (найбільший екземпляр) та 6,02—7,95 м для AMNH 5214 (найменший екземпляр). Оскільки хребці AMNH 5214 не є значно більшими за хребці інших анкілозаврових, Арбур і Маллон припустили, що їхня верхня оцінка довжини майже 10 метрів для великих анкілозаврів є завеликою, і запропонували замість неї довжину 8 метрів. Ці ж автори оцінили вагу AMNH 5214 у 4,78 т, та вагу CMN 8880, попередньо, у 7,95 т.

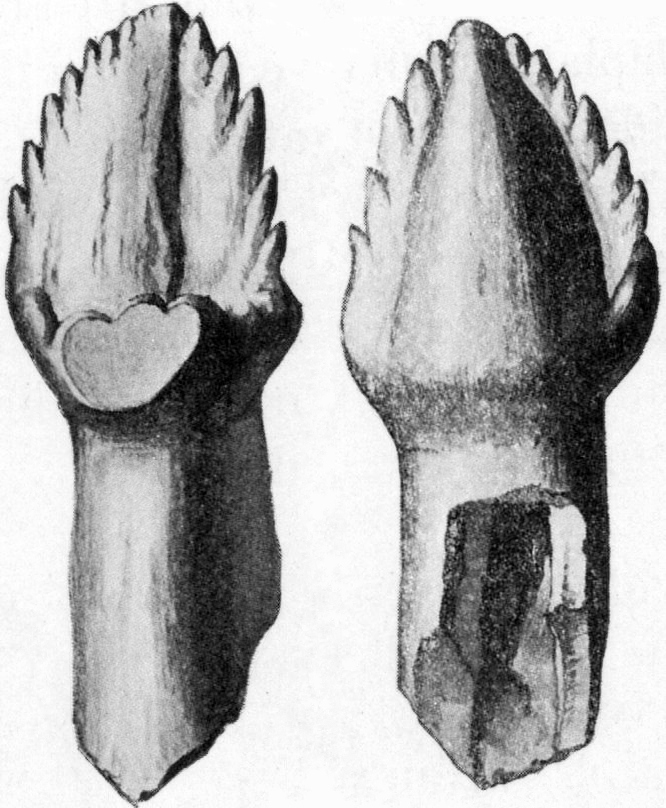
Зуб голотипу вид зсередини та ззовні

Три відомі черепи анкілозавра відрізняються в деталях. Вважається, що це результат тафономії (змін, що відбуваються під час розкладання і скам'яніння решток) та індивідуальних варіацій. Анкілозавр мав широкий дзьоб на передщелепних кістках. Його череп був низьким, трикутним, більший у ширину, ніж у довжину. Потилиця була широкою і низькою. Очні ямки були майже круглі—злегка овальні та спрямовані не прямо вбік, а під кутом, оскільки череп звужувався спереду. Черепна коробка була короткою і міцною, як і в інших анкілозаврових. Гребені над очницями зливалися у верхні лускаті роги (їхня форма була описана як «пірамідальна»), які були повернуті назад і в сторони від задньої частини черепа. Як і інші анкілозаврові, анкілозавр мав невеликі, листоподібні зуби, стиснуті з боків. Зразок AMNH 5214 має 34—35 зубних лунок у верхній щелепі. AMNH 5214 має 35 зубних лунок у лівій зубній кістці та 36 у правій, 71 загалом. Зуби анкілозавра є діагностичними і їх можна відрізнити від зубів інших анкілозаврових за гладкими бічними сторонами.

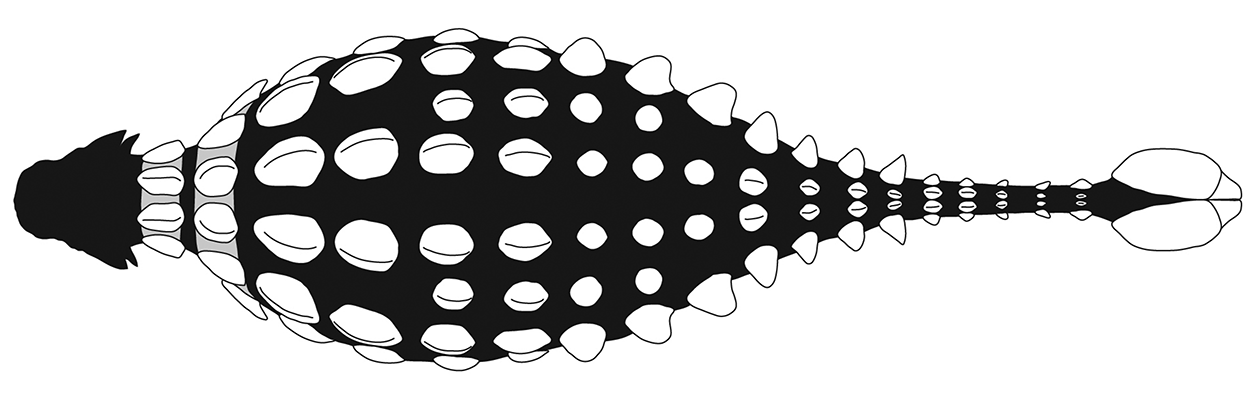
Розташування броні на спині за версією Арбур і Маллон, 2017

Будова більшої частини скелета анкілозавра, включаючи більшу частину таза, хвоста і ніг, досі невідома. Характерною особливістю анкілозавра була його броня, що складалася з кісткових наростів та пластин, відомих як остеодерми, або щитки, вмуровані у шкіру. Вони не були знайдені в зчленуванні, тому їхнє точне розміщення на тілі невідоме, хоча можна зробити висновки на основі споріднених тварин і припустити різні конфігурації. Остеодерми варіювали від 1 сантиметра в діаметрі до 35,5 см у довжину і мали різну форму. Вони, як правило, були тонкостінними й порожнистими з внутрішньої сторони. Як і інші анкілозаврові, анкілозавр мав шийні півкільця (броньовані пластини на шиї), але вони відомі лише за фрагментами, від чого їхнє точне розташування залишається невизначеним. Хвостова булава анкілозавра складалася з двох великих остеодерм, рядку малих остеодерм на середній лінії, а також двох малих остеодерм на кінчику. Ці кістяні щитки закривали собою останній хвостовий хребець. Оскільки відома лише одна хвостова булава, зі зразка AMNH 5214, діапазон індивідуальних варіацій між ними невідомий. Довжина хвостової булави AMNH 5214 становить 60 см, ширина — 49 см, а висота — 19 см.

## Палеобіологія

### Захист

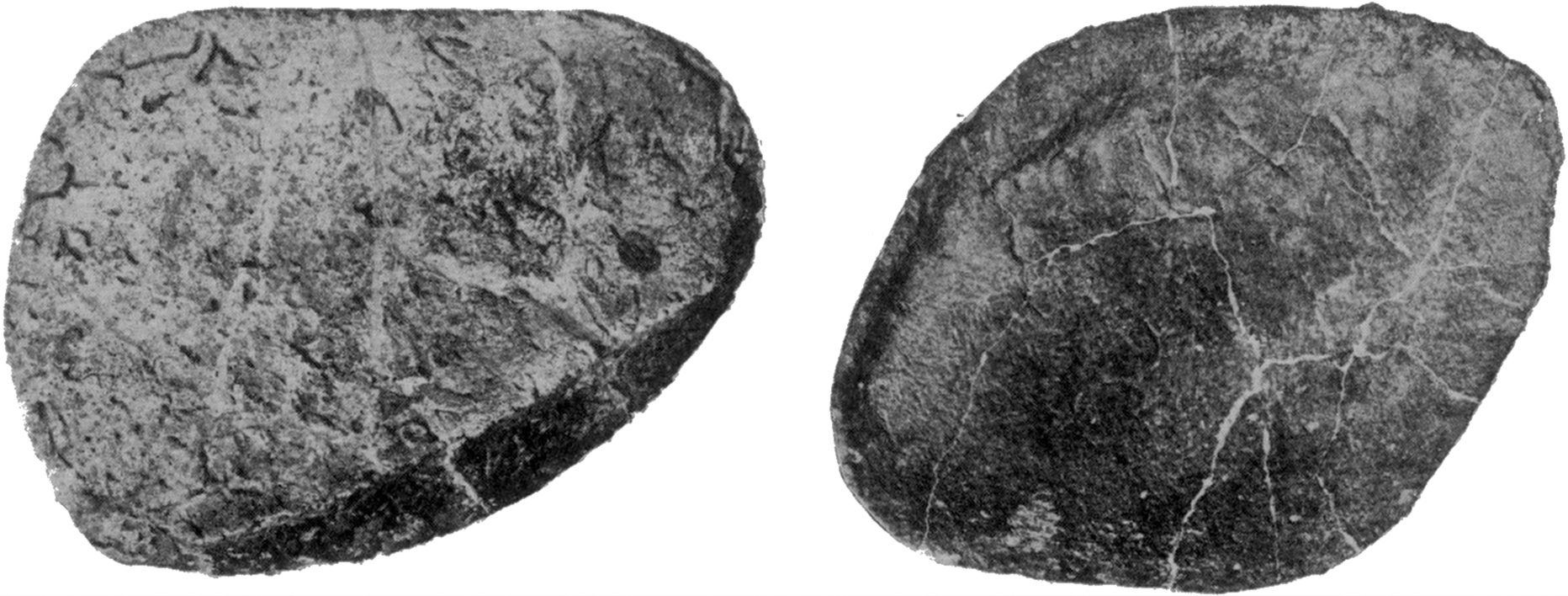
Можлива остеодерма спини (голотип), вигляд ззовні та зсередини

Остеодерми анкілозаврів були тонкими, порівняно з остеодермами інших анкілозаврових, і, схоже, були зміцнені хаотично розподіленими подушками з колагенових волокон. Структурно подібні до волокон Шарпея, вони були вбудовані безпосередньо в кісткову тканину, що є унікальною рисою для анкілозаврових. Це забезпечувало анкілозаврам броньовий покрив, який був одночасно легким і дуже міцним, стійким до розривів і ураження зубами хижаків. Надбровні кістки над очима, можливо, забезпечували їм додатковий захист. У 1982 році Карпентер припустив, що сильно васкуляризований панцир анкілозавра міг також відігравати роль у терморегуляції, як у сучасних крокодилів.

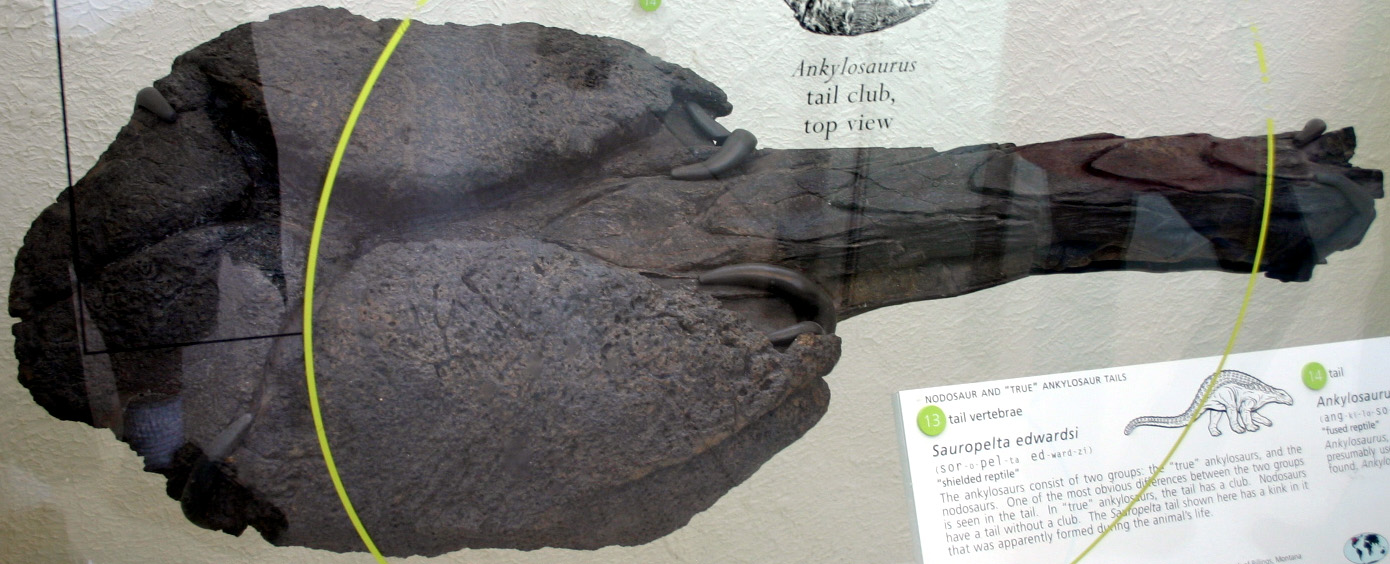
Єдина відома хвостова булава (AMNH 5214), Американський музей природознавства

Хвостова булава анкілозавра, схоже, була активною оборонною зброєю, здатною завдавати достатнього удару, щоб переламати кістки нападника. Сухожилля хвоста були частково окостенілими та не дуже еластичними, що дозволяло передавати велику силу на булаву, коли її використовували як зброю. У 1979 році Кумбс припустив, що кілька м'язів задніх кінцівок могли контролювати змахи хвоста, і що сильні удари булави могли ламати плеснові кістки великих тероподів.
У 1993 році Тоні Тулборн припустив, що хвостова булава анкілозаврів слугувала насамперед приманкою, що імітувала голову, оскільки, на його думку, хвіст був закоротким і недостатньо гнучким, щоб мати ефективну маневровість. «Голова-манекен», своєю чергою, заманювала хижака близько до хвоста, звідки їх можна було б вразити. Карпентер спростував цю ідею, оскільки форма булави дуже варіабельна серед анкілозаврів, навіть в межах одного роду.

## Зображення у масовій культурі
У 2004 році Карпентер зазначив, що анкілозавр став архетиповим представником своєї групи й найвідомішим анкілозавром у популярній культурі, можливо, завдяки реконструкції тварини в натуральну величину, яка була представлена на Експо 1964 року в Нью-Йорку. У 2017 році Арбур і Маллон назвали анкілозавра «культовим» динозавром і зазначили, що скульптура Всесвітньої виставки, а також мурал американського художника Рудольфа Цаллінгера «Епоха рептилій» 1947 року та інші пізніші популярні зображення змальовували анкілозавра з булавою на хвості після першого відкриття цієї ознаки в 1910 році.

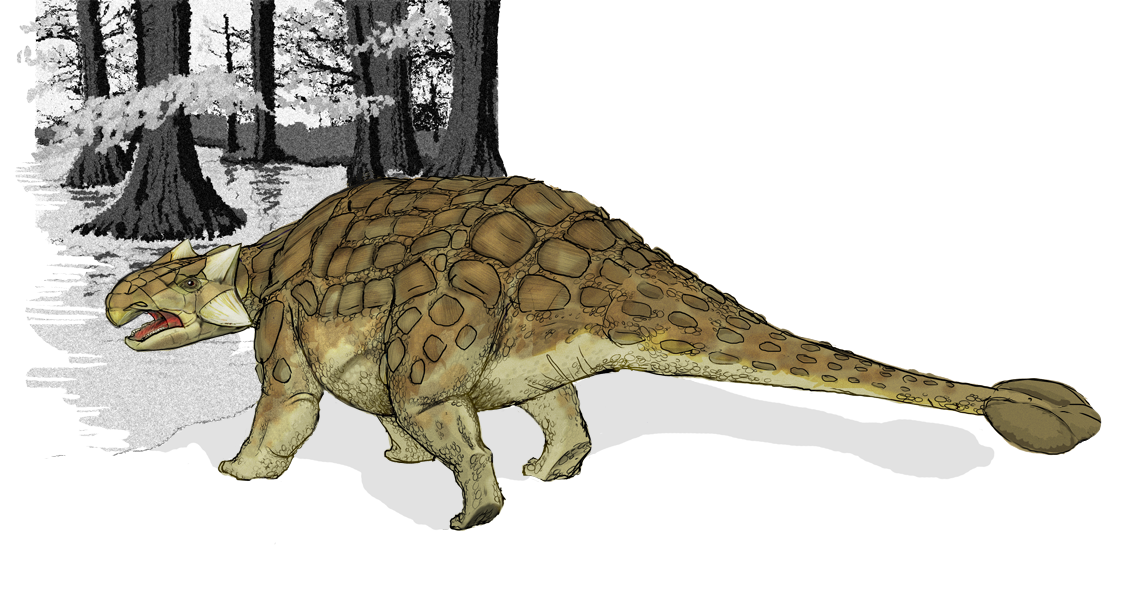
Реконструкція анкілозавра, що демонструє його хвостову булаву

На багатьох традиційних популярних зображеннях анкілозавр сидить навпочіпки, а його величезний хвіст волочиться по землі. Сучасні реконструкції показують тварину з більш вертикальним положенням кінцівок і з відірваним від землі хвостом. Подібно до цього, великі шипи, що виступають з боків його тіла (подібно до шипів нодозаврів), присутні на багатьох традиційних зображеннях, але не зустрічаються у самого анкілозавра. Панцир анкілозавра часто ототожнюють з панциром едмонтонії (раніше відомої як палеосцинк). Окрім того, що анкілозавр зображується з шипами, едмонтонія також зображується з подібною до анкілозавра хвостовою булавою (якого не було у нодозаврів), в тому числі на фресці американського художника Чарльза Р. Найта у 1930 році. Анкілозаври були представлені у франшизі «Парк Юрського періоду» і зображені як тварини, що можуть бігати та атакувати хвостом, за що таке змалювання було розкритиковане палеонтологами як малоймовірне.